# Club Deportivo Itapuense
El Club Deportivo Itapuense (conocido simplemente como Itapuense) es un club deportivo paraguayo, ubicado en la ciudad de Encarnación, Departamento de Itapúa. Fue fundado el 19 de marzo de 2019 y su actividad principal es el fútbol.

## Origen del nombre

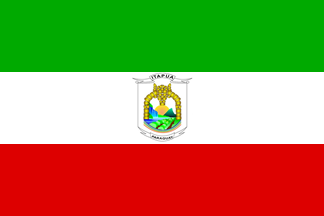
Bandera del departamento de Itapúa.

El club fue nombrado Deportivo Itapuense por el nombre del departamento al que pertenece, el Departamento de Itapúa, "Itapúa" también era el antiguo nombre que se le daba a la ciudad de Encarnación. De hecho, sus colores principales son el verde, blanco y rojo que son los colores de la bandera de Itapúa.

## Historia
El club desde el año de su fundación en 2019 juega en la Liga Encarnacena de Fútbol (Cuarta División), y también a su vez en la Primera División B Nacional (Tercera División).
En 2021 el club ganó la Primera B Nacional y obtuvo el derecho a jugar un partido de repechaje para ascender a la segunda división, pero no pudo ganar contra Atlético Colegiales (campeón de la Primera B Metropolitana), por lo que Itapuense no pudo ascender. Desde entonces el club ha permanecido en la Tercera División.
En el año 2023, el club se consagró campeón de la Copa Villa Alegre.

## Estadio
El club posee una pequeña cancha propia en la ciudad de Encarnación, pero debido a su reducida capacidad suele oficiar sus partidos de local en otros estadios como el Estadio Villa Alegre, del Encarnación FC, el cual posee una capacidad para 16.000 espectadores o el Estadio Bosque del Mboi Ka'e, del 22 de Septiembre FBC, con capacidad para 3.000 espectadores.

## Palmarés

### Nacionales
- Primera División B Nacional (Tercera División) (1): 2021.[6]

### Regionales
- Copa Villa Alegre (1): 2023.[9]